# Малашенко Дмитро Вадимович
Дмитро Вадимович Малашенко (23 серпня 1984, Донецьк) - український і російський актор. Актор Театру Романа Віктюка, учасник трупи телешоу «Велика різниця».

## Біографія
Отримав середню освіту в донецькій школі № 17. Закінчив музичну школу по класу гітара. 2005 закінчив Київський національний університет театру, кіно і телебачення імені І. К. Карпенка-Карого. Того ж року був прийнятий до трупи театру під керівництвом Романа Віктюка.
Дебютував у ролі Сергія Єсеніна у виставі «Сергій і Айседора» М. Голікової, запропонувавши несподіване трактування образу зовсім молодого поета, безпосереднього та відкритого світу.

## Ролі

### Роботи в театрі
- Сергій Єсенін (вистава «Сергій і Айседора»), реж. Роман Віктюк
- Лізандр («Сон в літню ніч») реж. І. Селін
- Іван Бездомний («Майстер і Маргарита») реж. Р. Віктюк
- П'єр Монтень («Скандал») реж. В. Саркісов
- Легіонер («Едіт Піаф») Р. Віктюк
- Вітольд («Маленькі подружні злочини»)
- Лакснер («Незбагненна жінка, яка у нас»)
- Петруша («Кіт у чоботях»)
- Путті («Путани»)
- Ангел («Давай займемося сексом»)
- Адам («Адам і Єва») реж. А. Кирющенко

### Роботи в кіно
- Т.ф. «Роксолана»
- Т.ф. «Своя правда»
- Т.с. «Час Волкова»
- Т.с. «Маргоша»
- Т.с. «Слід»
- Т.с. «Шляховики»
- Т.с. «Щасливі разом»
- Х.ф. «Ялинки»

#### «Велика різниця»
Були спародійовані:
- Максим Галкін (7, 15 випуск)
- Василь Степанов (8 випуск)
- Олександр Суворов (10 і 25 випуски)
- Микола Цискарідзе (13 випуск)
- Ігор Петренко (16 випуск)
- Анастасія Волочкова (20 випуск)
- Олексій Литвиненко (24 випуск)
- Діма Білан (27 випуск)
- Олександр Дем'яненко (28 випуск)